# Hailuogou-Gletscher
Der Hailuogou-Gletscher (chinesisch 海螺沟冰川, Pinyin Hǎiluógōu Bīngchuān) ist ein nationaler Gletscher-Waldpark auf der östlichen Seite des Gongga Shan im Kreis Luding der tibetanischen autonomen Präfektur Garzê, China.